# Haigyo no Mahi Mahi
Haigyo no Mahi Mahi (ハイギョのマヒマヒ?) è un manga autoconclusivo di Akira Toriyama del 1999.
Pubblicato sul numero 4/5 di Weekly Shōnen Jump del gennaio 1999, non è ancora stato raccolto in formato tankōbon e per questo è ancora inedito fuori dal Giappone.

## Trama
Il manga segue le avventure sottomarine di un piccolo tritone di nome Sui-Sui che, durante il suo peregrinare, incontra numerose specie marine differenti, finendo con lo stringere amicizia con un'anguilla di nome Mahi Mahi. Alla fine della storia, Toriyama spiega ai lettori quante specie differenti di anguille siano presenti nel mondo.